# Conjunto absorbente
En análisis funcional y áreas relacionadas de matemáticas, un conjunto absorbente en un espacio vectorial es aquel conjunto {\displaystyle S} que puede ampliarse para finalmente incluir siempre cualquier punto dado del espacio vectorial. Un término alternativo es conjunto radial. Cada entorno del origen en cada espacio vectorial topológico es un subconjunto absorbente.

## Definición
Notación para escalares
Supóngase que {\displaystyle X} es un espacio vectorial sobre el cuerpo {\displaystyle \mathbb {K} } de los números reales {\displaystyle \mathbb {R} } o de los números complejos {\displaystyle \mathbb {C} }, y para cualquier {\displaystyle -\infty \leq r\leq \infty }, sea
{\displaystyle B_{r}=\{a\in \mathbb {K} :|a|<r\}\quad {\text{y }}\quad B_{\leq r}=\{a\in \mathbb {K} :|a|\leq r\}}
denota la bola abierta (respectivamente, la bola cerrada) de radio {\displaystyle r} en {\displaystyle \mathbb {K} } centrada en {\displaystyle 0}.
Ahora, se define el producto de un conjunto {\displaystyle K\subseteq \mathbb {K} } de escalares sobre un conjunto {\displaystyle A} de vectores como {\displaystyle KA=\{ka:k\in K,a\in A\}}, y se define el producto de {\displaystyle K\subseteq \mathbb {K} } con un solo vector {\displaystyle x} como {\displaystyle Kx=\{kx:k\in K\}}.

### Preliminares
Núcleo equilibrado y envolvente equilibrada
Se dice que un subconjunto {\displaystyle S} de {\displaystyle X} es equilibrado
 si {\displaystyle as\in S} para todos los {\displaystyle s\in S} y todos los escalares {\displaystyle a} que satisfacen que {\displaystyle |a|\leq 1}. Esta condición se puede escribir de forma más sucinta como {\displaystyle B_{\leq 1}S\subseteq S}, y se cumple si y solo si {\displaystyle B_{\leq 1}S=S}.
Dado un conjunto {\displaystyle T}, el conjunto equilibrado más pequeño que contiene a {\displaystyle T}, denotado por {\displaystyle \operatorname {equil} T}, se denomina envolvente equilibrada
 de {\displaystyle T}, mientras que el conjunto equilibrado más grande contenido dentro de {\displaystyle T}, denotado por {\displaystyle \operatorname {nuequil} T}, se denomina núcleo equilibrado
 de {\displaystyle T}.
Estos conjuntos están dados por las fórmulas
{\displaystyle \operatorname {equil} T~=~{\textstyle \bigcup \limits _{|c|\leq 1}}c\,T=B_{\leq 1}T}
y
{\displaystyle \operatorname {nuequil} T~=~{\begin{cases}{\textstyle \bigcap \limits _{|c|\geq 1}}c\,T&{\text{si }}0\in T\\\varnothing &{\text{si }}0\not \in T,\\\end{cases}}}
(estas fórmulas muestran que la envolvente equilibrada y el núcleo equilibrado siempre existen y son únicos).
Un conjunto {\displaystyle T} está equilibrado si y solo si es igual a su envolvente equilibrada ({\displaystyle T=\operatorname {equil} T}) o a su núcleo equilibrado ({\displaystyle T=\operatorname {nuequil} T}), en cuyo caso los tres conjuntos son iguales: {\displaystyle T=\operatorname {equil} T=\operatorname {nuequil} T}.
Si {\displaystyle c} es cualquier escalar, entonces
{\displaystyle \operatorname {equil} (c\,T)=c\,\operatorname {equil} T=|c|\,\operatorname {equil} T}
mientras que si {\displaystyle c\neq 0} es distinto de cero o si {\displaystyle 0\in T}, entonces también
{\displaystyle \operatorname {nuequil} (c\,T)=c\,\operatorname {nuequil} T=|c|\,\operatorname {nuequil} T}.

### Absorción de un conjunto por otro
Si {\displaystyle S} y {\displaystyle A} son subconjuntos de {\displaystyle X}, entonces se dice que {\displaystyle A} absorbe
 a {\displaystyle S} si satisface cualquiera de las siguientes condiciones equivalentes:
1. Definición: Existe un {\displaystyle r>0} real tal que {\displaystyle S\,\subseteq \,c\,A} para cada {\displaystyle c} escalar que satisfaga {\displaystyle |c|\geq r}. O dicho de manera más sucinta, {\displaystyle S\;\subseteq \;{\textstyle \bigcap \limits _{|c|\geq r}}c\,A} para algún {\displaystyle r>0}.
  - Si el cuerpo escalar es {\displaystyle \mathbb {R} }, entonces intuitivamente, "{\displaystyle A} absorbe a {\displaystyle S}" significa que si {\displaystyle A} se "aumenta" o "extiende" indefinidamente (refiriéndose a {\displaystyle tA} como {\displaystyle t\to \infty }), entonces finalmente (para todos los {\displaystyle t>0} positivos lo suficientemente grandes), todos los {\displaystyle tA} quedan contenidos en {\displaystyle S}; y de manera semejante, {\displaystyle tA} también debe contener finalmente a {\displaystyle S} para todos los {\displaystyle t<0} negativos de magnitud suficientemente grande.
  - Esta definición depende de la norma canónica del cuerpo escalar subyacente (es decir, del valor absoluto {\displaystyle |\cdot |}), lo que vincula esta definición a la topología euclídea habitual en el cuerpo escalar. En consecuencia, la definición de conjunto absorbente (que se proporciona a continuación) también está ligada a esta topología.
2. Existe un {\displaystyle r>0} real tal que {\displaystyle c\,S\,\subseteq \,A} para cada[nota 1] escalar {\displaystyle c\neq 0} distinto de cero que satisfaga que {\displaystyle |c|\leq r}. O dicho de manera más sucinta, {\displaystyle {\textstyle \bigcup \limits _{0<|c|\leq r}}c\,S\,\subseteq \,A} para algún {\displaystyle r>0}.
  - Debido a que esta unión es igual a {\displaystyle \left(B_{\leq r}\setminus \{0\}\right)S}, donde {\displaystyle B_{\leq r}\setminus \{0\}=\{c\in \mathbb {K} :0<|c|\leq r\}} es la bola cerrada con el origen eliminado, esta condición puede reformularse como: {\displaystyle \left(B_{\leq r}\setminus \{0\}\right)S\,\subseteq \,A} para algunos {\displaystyle r>0}.
  - La desigualdad no estricta {\displaystyle \,\leq \,}, se puede reemplazar con la desigualdad estricta {\displaystyle \,<\,}, que es la siguiente caracterización.
3. Existe un {\displaystyle r>0} real tal que {\displaystyle c\,S\,\subseteq \,A} para cada[nota 1] escalar {\displaystyle c\neq 0} distinto de cero que satisfaga {\displaystyle |c|<r}. O dicho de manera más sucinta, {\displaystyle \left(B_{r}\setminus \{0\}\right)S\subseteq \,A} para algún {\displaystyle r>0}.
  - Aquí {\displaystyle B_{r}\setminus \{0\}=\{c\in \mathbb {K} :0<|c|<r\}} es la bola abierta con el origen eliminado y {\displaystyle \left(B_{r}\setminus \{0\}\right)S\,=\,{\textstyle \bigcup \limits _{0<|c|<r}}c\,S}.

Si {\displaystyle A} es un conjunto equilibrado, esta lista se puede ampliar para incluir:
1. Existe un {\displaystyle c\neq 0} escalar distinto de cero tal que {\displaystyle S\;\subseteq \,c\,A}.
  - Si {\displaystyle 0\in A}, entonces se puede eliminar el requisito {\displaystyle c\neq 0}.
2. Existe un escalar[nota 1] distinto de cero {\displaystyle c\neq 0} tal que {\displaystyle c\,S\,\subseteq \,A}.

Si {\displaystyle 0\in A} (una condición necesaria para que {\displaystyle A} sea un conjunto absorbente o sea un entorno del origen en una topología), entonces esta lista se puede ampliar para incluir:
1. Existe {\displaystyle r>0} tal que {\displaystyle c\,S\;\subseteq \,A} para cada {\displaystyle c} escalar que satisfaga {\displaystyle |c|<r}. O dicho de manera más sucinta, {\displaystyle B_{r}\;S\,\subseteq \,A}.
2. Existe {\displaystyle r>0} tal que {\displaystyle c\,S\;\subseteq \,A} para cada {\displaystyle c} escalar que satisfaga {\displaystyle |c|\leq r}. O dicho de manera más sucinta, {\displaystyle B_{\leq r}S\,\subseteq \,A}.
  - La inclusión {\displaystyle B_{\leq r}S\,\subseteq \,A} equivale a {\displaystyle B_{\leq 1}S\,\subseteq \,{\tfrac {1}{r}}A} (desde {\displaystyle B_{\leq r}=r\,B_{\leq 1}}). Debido a {\displaystyle B_{\leq 1}S\,=\,\operatorname {equil} \,S}, esto se puede reescribir como {\displaystyle \operatorname {equil} \,S\,\subseteq \,{\tfrac {1}{r}}A}, lo que da la siguiente declaración.
3. Existe {\displaystyle r>0} tal que {\displaystyle \operatorname {equil} \,S\,\subseteq \,r\,A}.
4. Existe {\displaystyle r>0} tal que {\displaystyle \operatorname {equil} \,S\,\subseteq \,\operatorname {nuequil} (r\,A)}.
5. Existe {\displaystyle r>0} tal que {\displaystyle \;\;\;\;\;\;S\,\subseteq \,\operatorname {nuequil} (r\,A)}.
  - Las siguientes caracterizaciones se derivan de las anteriores y del hecho de que para cada escalar {\displaystyle c}, el envolvente equilibrada de {\displaystyle A} satisface que {\displaystyle \,\operatorname {equil} (c\,A)=c\,\operatorname {equil} A=|c|\,\operatorname {equil} A\,} y (desde {\displaystyle 0\in A}) su núcleo equilibrado satisface que {\displaystyle \,\operatorname {nuequil} (c\,A)=c\,\operatorname {nuequil} A=|c|\,\operatorname {nuequil} A}.
6. Existe {\displaystyle r>0} tal que {\displaystyle \;\;\,S\,\subseteq \,r\,\operatorname {nuequil} A}. En otras palabras, un conjunto es absorbido por {\displaystyle A} si está contenido en algún múltiplo escalar positivo del núcleo equilibrado de {\displaystyle A}.
7. Existe {\displaystyle r>0} tal que {\displaystyle r\,S\subseteq \,\;\;\;\;\operatorname {nuequil} A}.
8. Existe un {\displaystyle c} escalar tal que {\displaystyle \operatorname {equil} S\,\subseteq \,c\,A}. En otras palabras, {\displaystyle A} se puede escalar para contener la envolvente equilibrada de {\displaystyle S}.
9. Existe un {\displaystyle c} escalar tal que {\displaystyle \operatorname {equil} S\,\subseteq \,\operatorname {nuequil} (c\,A)}.
10. Existe un {\displaystyle c} escalar tal que {\displaystyle \;\;\;\;\;\;S\,\subseteq \,\operatorname {nuequil} (c\,A)}. En otras palabras, {\displaystyle A} se puede escalar para que su núcleo equilibrado contenga a {\displaystyle S}.
11. Existe un {\displaystyle c} escalar tal que {\displaystyle \;\;\;\;\;\;S\,\subseteq \,c\,\operatorname {nuequil} A}.
12. Existe un[nota 1] escalar distinto de cero {\displaystyle c\neq 0} tal que {\displaystyle c\,S\,\subseteq \,\operatorname {nuequil} A}. En otras palabras, el núcleo equilibrado de {\displaystyle A} contiene algún múltiplo escalar distinto de cero de {\displaystyle S}.

Si es {\displaystyle 0\not \in S} o {\displaystyle 0\in A}, esta lista se puede ampliar para incluir:
1. {\displaystyle A\cup \{0\}} absorbe {\displaystyle S} (de acuerdo con cualquier condición definitoria de "absorber" distinta de ésta).
  - En otras palabras, {\displaystyle A} puede ser reemplazado por {\displaystyle A\cup \{0\}} en las caracterizaciones anteriores si es {\displaystyle 0\not \in S} (o trivialmente, si se da el caso de que {\displaystyle 0\in A}).

Absorción de un punto por un conjunto
Se dice que un conjunto absorbe un punto {\displaystyle x} si absorbe el conjunto unitario {\displaystyle \{x\}}. Un conjunto {\displaystyle A} absorbe el origen si y solo si contiene el origen; es decir, si y solo si {\displaystyle 0\in A}.
Como se detalla a continuación, se dice que un conjunto es absorbente en {\displaystyle X} si absorbe todos los puntos de {\displaystyle X}.
Esta noción de que un conjunto absorbe a otro también se utiliza en otras definiciones:
Un subconjunto de un espacio vectorial topológico {\displaystyle X} se llama acotado si es absorbido por todos los entornos del origen.
Un conjunto se llama bornívoro si absorbe a todos los subconjuntos acotados.
Primeros ejemplos
Cada conjunto absorbe el conjunto vacío, pero el conjunto vacío no absorbe ningún conjunto que no esté vacío. El conjunto de un solo punto {\displaystyle \{\mathbf {0} \}} que contiene el origen es el único subconjunto de un punto que se absorbe a sí mismo.
Supóngase que {\displaystyle X} es igual a {\displaystyle \mathbb {R} ^{2}} o {\displaystyle \mathbb {C} }. Si {\displaystyle A:=S^{1}\cup \{\mathbf {0} \}} es la circunferencia unidad (centrada en el origen {\displaystyle \mathbf {0} }) junto con el origen, entonces {\displaystyle \{\mathbf {0} \}} es el único conjunto no vacío que absorbe {\displaystyle A}. Además, no existe un subconjunto no vacío de {\displaystyle X} que sea absorbido por la circunferencia unitaria {\displaystyle S^{1}}. En contraste, cada entorno del origen absorbe cada subconjunto acotado de {\displaystyle X} (y, por lo tanto, en particular, absorbe cada subconjunto formado por un único punto).

### Conjunto absorbente
Un subconjunto {\displaystyle A} de un espacio vectorial {\displaystyle X} sobre un cuerpo {\displaystyle \mathbb {K} } se denomina subconjunto absorbente
de {\displaystyle X} y se dice que es absorbente en {\displaystyle X} si satisface cualquiera de las siguientes condiciones equivalentes (aquí ordenadas de modo que cada condición sea una consecuencia sencilla de la anterior, empezando por la definición):
1. Definición: {\displaystyle A} absorbe cada punto de {\displaystyle X;} es decir, para cada {\displaystyle x\in X}, {\displaystyle A} absorbe {\displaystyle \{x\}}.
  - Entonces, en particular, {\displaystyle A} no puede ser absorbente si {\displaystyle 0\not \in A}. Todo conjunto absorbente debe contener el origen.
2. {\displaystyle A} absorbe cada subconjunto finito de {\displaystyle X}.
3. Para cada {\displaystyle x\in X}, existe un {\displaystyle r>0} real tal que {\displaystyle x\in cA} para cualquier {\displaystyle c\in \mathbb {K} } escalar que satisfaga {\displaystyle |c|\geq r}.
4. Para cada {\displaystyle x\in X}, existe un {\displaystyle r>0} real tal que {\displaystyle cx\in A} para cualquier {\displaystyle c\in \mathbb {K} } escalar que satisfaga {\displaystyle |c|\leq r}.
5. Para cada {\displaystyle x\in X}, existe un {\displaystyle r>0} real tal que {\displaystyle B_{r}x\subseteq A}.
  - Aquí {\displaystyle B_{r}=\{c\in \mathbb {K} :|c|<r\}} es la bola abierta de radio {\displaystyle r} en el cuerpo escalar centrada en el origen y {\displaystyle B_{r}x=\left\{cx:c\in B_{r}\right\}=\{cx:c\in \mathbb {K} {\text{y }}|c|<r\}}.
  - Se puede utilizar la bola cerrada en lugar de la bola abierta.
  - Debido a {\displaystyle B_{r}x\subseteq \mathbb {K} x=\operatorname {expan} \{x\}}, la inclusión {\displaystyle B_{r}x\subseteq A} se cumple si y solo si {\displaystyle B_{r}x\subseteq A\cap \mathbb {K} x}. Esto prueba la siguiente afirmación:
6. Para cada {\displaystyle x\in X}, existe un {\displaystyle r>0} real tal que {\displaystyle B_{r}x\subseteq A\cap \mathbb {K} x}, donde {\displaystyle \mathbb {K} x=\operatorname {expan} \{x\}}.
  - Conexión a la topología: Si a {\displaystyle \mathbb {K} x} se le da su habitual topología euclídea de Hausdorff, entonces el conjunto {\displaystyle B_{r}x} es un entorno del origen en {\displaystyle \mathbb {K} x;}, por lo tanto, existe un {\displaystyle r>0} real tal que {\displaystyle B_{r}x\subseteq A\cap \mathbb {K} x} si y solo si {\displaystyle A\cap \mathbb {K} x} es un entorno del origen en {\displaystyle \mathbb {K} x}. En consecuencia, {\displaystyle A} satisface esta condición si y solo si para cada {\displaystyle x\in X}, {\displaystyle A\cap \operatorname {expan} \{x\}} es un entorno de {\displaystyle 0} en {\displaystyle \operatorname {expan} \{x\}=\mathbb {K} x} cuando a {\displaystyle \operatorname {expan} \{x\}} se le da la topología euclídea. De lo anterior se obtiene la siguiente caracterización:
  - Las únicas topologías EVT[nota 2] en un espacio vectorial unidimensional son la topología trivial (no de Hausdorff) y la topología euclídea de Hausdorff. Cada subespacio vectorial unidimensional de {\displaystyle X} tiene la forma {\displaystyle \mathbb {K} x=\operatorname {expan} \{x\}} para algún {\displaystyle x\in X} no nulo y si este espacio unidimensional {\displaystyle \mathbb {K} x} está dotado de la (única) topología vectorial de Hausdorff, entonces la aplicación {\displaystyle \mathbb {K} \to \mathbb {K} x} definida por {\displaystyle c\mapsto cx} es necesariamente un espacio vectorial topológico (donde, como de costumbre, {\displaystyle \mathbb {K} } está dotado de su topología euclídea estándar inducida por la distancia euclídea).
7. {\displaystyle A} contiene el origen y para cada subespacio vectorial unidimensional {\displaystyle Y} de {\displaystyle X}, {\displaystyle A\cap Y} es un entorno del origen en {\displaystyle Y} cuando a {\displaystyle Y} se le da su topología vectorial única de Hausdorff.
  - Conexión con las topologías de los espacios vectoriales: Esta condición da una idea de por qué cada entorno del origen en cada espacio vectorial topológico (EVT) es necesariamente absorbente: si {\displaystyle U} es un entorno del origen en un EVT {\displaystyle X}, entonces por cada subespacio vectorial 1-dimensional {\displaystyle Y}, {\displaystyle U\cap Y} es un entorno del origen en {\displaystyle Y} cuando {\displaystyle Y} está dotado de la topología del subespacio inducida en él por {\displaystyle X}. Esta topología de l subespacio es siempre una topología vectorial[nota 2] y debido a que {\displaystyle Y} es unidimensional, las únicas topologías vectoriales que contiene son la topología euclídea de Hausdorff y la topología trivial, que es un subconjunto de la topología euclídea.

Entonces, independientemente de cuál de estas topologías vectoriales esté en {\displaystyle Y}, el conjunto {\displaystyle U\cap Y} será un entorno del origen en {\displaystyle Y} con respecto a su topología vectorial única de Hausdorff (la topología euclídea).[nota 3]

Por lo tanto, {\displaystyle U} es absorbente.
    - La razón por la que se distingue la topología euclídea en esta caracterización se debe en última instancia al requisito definitorio de las topologías EVT[nota 2] de que la multiplicación escalar {\displaystyle \mathbb {K} \times X\to X} sea continua cuando al cuerpo escalar {\displaystyle \mathbb {K} } se le da esta topología (euclídea).
8. {\displaystyle A} contiene el origen y para cada subespacio vectorial unidimensional {\displaystyle Y} de {\displaystyle X}, {\displaystyle A\cap Y} es absorbente en {\displaystyle Y}.
  - Aquí absorber se puede considerar según cualquier condición definitoria distinta de ésta.
  - Esta caracterización muestra que la propiedad de ser absorbente en {\displaystyle X} depende solo de cómo se comporta {\displaystyle A} con respecto a subespacios vectoriales de 1 (o 0) dimensiones de {\displaystyle X}. Por el contrario, si un subespacio vectorial de dimensión finita {\displaystyle Z} de {\displaystyle X} tiene dimensión {\displaystyle n>1} y está dotado de su topología EVT única de Hausdorff, entonces {\displaystyle A\cap Z} ya no es absorbente en {\displaystyle Z}, condición suficiente para garantizar que {\displaystyle A\cap Z} sea un entorno del origen en {\displaystyle Z} (aunque seguirá siendo una condición necesaria). Para que esto suceda, basta con que {\displaystyle A\cap Z} sea un conjunto absorbente que también sea convexo, equilibrado y cerrado en {\displaystyle Z} (dicho conjunto se llama barril y será un entorno del origen en {\displaystyle Z} porque como todo espacio euclídeo de dimensión finita, {\displaystyle Z} es un espacio abarrilado).

Si {\displaystyle \mathbb {K} =\mathbb {R} } entonces a esta lista se puede agregar:
1. El interior algebraico de {\displaystyle A} contiene el origen (esto es, {\displaystyle 0\in {}^{i}A}).

Si {\displaystyle A} es equilibrado, se puede agregar a esta lista:
1. Para cada {\displaystyle x\in X}, existe un escalar {\displaystyle c\neq 0} tal que {\displaystyle x\in cA}[1] (o equivalentemente, tal que {\displaystyle cx\in A}).
2. Para cada {\displaystyle x\in X}, existe un {\displaystyle c} escalar tal que {\displaystyle x\in cA}.

Si {\displaystyle A} es convexo o equilibrado, entonces a esta lista se puede agregar:
1. Para cada {\displaystyle x\in X}, existe un {\displaystyle r>0} real positivo tal que {\displaystyle rx\in A}.
  - La prueba de que un conjunto equilibrado {\displaystyle A} que satisface esta condición es necesariamente absorbente en {\displaystyle X} se sigue inmediatamente de la condición (10) anterior y del hecho de que {\displaystyle cA=|c|A} para todos los escalares {\displaystyle c\neq 0} (donde {\displaystyle r:=|c|>0} es real).
  - La prueba de que un conjunto convexo {\displaystyle A} que satisface esta condición es necesariamente absorbente en {\displaystyle X} es menos trivial (pero no difícil). En esta nota al pie[demo 1] se proporciona una prueba detallada, y además a continuación se ofrece un resumen.

- Resumen de la demostración: Por suposición, para cualquier {\displaystyle 0\neq y\in X} distinto de cero, es posible elegir {\displaystyle r>0} y {\displaystyle R>0} reales positivos de modo que {\displaystyle Ry\in A} y {\displaystyle r(-y)\in A} de modo que el conjunto convexo {\displaystyle A\cap \mathbb {R} y} contenga el subintervalo abierto {\displaystyle (-r,R)y\,{\stackrel {\scriptscriptstyle {\text{def}}}{=}}\,\{ty:-r<t<R,t\in \mathbb {R} \}}, que contiene el origen ({\displaystyle A\cap \mathbb {R} y} se llama intervalo, ya que se identifica {\displaystyle \mathbb {R} y} con {\displaystyle \mathbb {R} } y cada subconjunto convexo no vacío de {\displaystyle \mathbb {R} } es un intervalo). Dados {\displaystyle \mathbb {K} y} su topología vectorial única de Hausdorff, queda por demostrar que {\displaystyle A\cap \mathbb {K} y} es un entorno del origen en {\displaystyle \mathbb {K} y}. Si es {\displaystyle \mathbb {K} =\mathbb {R} }, entonces se ha terminado, así que supóngase que {\displaystyle \mathbb {K} =\mathbb {C} }. El conjunto {\displaystyle S\,{\stackrel {\scriptscriptstyle {\text{def}}}{=}}\,(A\cap \mathbb {R} y)\,\cup \,(A\cap \mathbb {R} (iy))\,\subseteq \,A\cap (\mathbb {C} y)} es una unión de dos intervalos, cada uno de los cuales contiene un subintervalo abierto que a su vez contiene el origen. Además, la intersección de estos dos intervalos es precisamente el origen. Entonces, la envolvente convexa de {\displaystyle S}, que está contenida en el conjunto convexo {\displaystyle A\cap \mathbb {C} y}, contiene claramente una bola abierta alrededor del origen. {\displaystyle \blacksquare }

1. Para cada {\displaystyle x\in X}, existe un {\displaystyle r>0} real positivo tal que {\displaystyle x\in rA}.
  - Esta condición equivale a que: todo {\displaystyle x\in X} pertenece al conjunto {\displaystyle {\textstyle \bigcup \limits _{0<r<\infty }}rA=\{ra:0<r<\infty ,a\in A\}=(0,\infty )A}. Esto sucede si y solo si {\displaystyle X=(0,\infty )A}, que da la siguiente caracterización:
2. {\displaystyle (0,\infty )A=X}.
  - Se puede demostrar que para cualquier subconjunto {\displaystyle T} de {\displaystyle X}, {\displaystyle (0,\infty )T=X} si y solo si {\displaystyle T\cap (0,\infty )x\neq \varnothing } para cada {\displaystyle x\in X}, donde {\displaystyle (0,\infty )x\,{\stackrel {\scriptscriptstyle {\text{def}}}{=}}\,\{rx:0<r<\infty \}.}
3. Por cada {\displaystyle x\in X}, {\displaystyle A\cap (0,\infty )x\neq \varnothing }.

Si {\displaystyle 0\in A} (lo que es necesario para que {\displaystyle A} sea absorbente), entonces es suficiente verificar cualquiera de las condiciones anteriores para todos los {\displaystyle x\in X}, distintos de cero en lugar de para todos los {\displaystyle x\in X}.

## Ejemplos y condiciones suficientes

### Para que un conjunto pueda absorber a otro
Sea {\displaystyle F:X\to Y} una aplicación lineal entre espacios vectoriales y sean {\displaystyle B\subseteq X} y {\displaystyle C\subseteq Y} conjuntos equilibrados. Entonces {\displaystyle C} absorbe {\displaystyle F(B)} si y solo si {\displaystyle F^{-1}(C)} absorbe {\displaystyle B}.
Si un conjunto {\displaystyle A} absorbe otro conjunto {\displaystyle B}, entonces cualquier superconjunto de {\displaystyle A} también absorbe a {\displaystyle B}.
Un conjunto {\displaystyle A} absorbe el origen si y solo si el origen es un elemento de {\displaystyle A}.
Un conjunto {\displaystyle A} absorbe una unión finita {\displaystyle B_{1}\cup \cdots \cup B_{n}} de conjuntos si y solo absorbe cada elemento individual del conjunto (es decir, si y solo si {\displaystyle A} absorbe {\displaystyle B_{i}} para cada {\displaystyle i=1,\ldots ,n}). En particular, un conjunto {\displaystyle A} es un subconjunto absorbente de {\displaystyle X} si y solo si absorbe cada subconjunto finito de {\displaystyle X}.

### Para que un conjunto sea absorbible
La 1-esfera de cualquier espacio vectorial normado (o espacio vectorial seminormado) es absorbente.
De manera más general, si {\displaystyle X} es un espacio vectorial topológico (EVT), entonces cualquier entorno del origen en {\displaystyle X} es absorbente en {\displaystyle X}. Este hecho es una de las principales motivaciones para definir la propiedad "absorbible en {\displaystyle X}".
Cada superconjunto de un conjunto absorbente es absorbente. En consecuencia, la unión de cualquier familia de (uno o más) conjuntos absorbentes es absorbente. La intersección de un número finito de subconjuntos absorbentes es una vez más un subconjunto absorbente. Sin embargo, las bolas abiertas {\displaystyle (-r_{n},-r_{n})} de radio {\displaystyle r_{n}=1,1/2,1/3,\ldots } son todas absorbentes en {\displaystyle X:=\mathbb {R} } aunque su intersección {\displaystyle \bigcap _{n\in \mathbb {N} }(-1/n,1/n)=\{0\}} no es absorbente.
Si {\displaystyle D\neq \varnothing } es un disco (un subconjunto convexo y equilibrado), entonces {\displaystyle \operatorname {expan} D={\textstyle \bigcup \limits _{n=1}^{\infty }}nD;} y, por lo tanto, en particular, un disco {\displaystyle D\neq \varnothing } es siempre un subconjunto absorbente de {\displaystyle \operatorname {span} D}..
Por lo tanto, si {\displaystyle D} es un disco en {\displaystyle X}, entonces {\displaystyle D} está absorbido en {\displaystyle X} si y solo si {\displaystyle \operatorname {span} D=X}.
Esta conclusión no está garantizada si el conjunto {\displaystyle D\neq \varnothing } es equilibrado pero no convexo. Por ejemplo, la unión {\displaystyle D} de los ejes {\displaystyle x} e {\displaystyle y} en {\displaystyle X=\mathbb {R} ^{2}} es un conjunto equilibrado no convexo que no es absorbente en {\displaystyle \operatorname {span} D=\mathbb {R} ^{2}}.
La imagen de un conjunto absorbible bajo un operador lineal sobreyectivo vuelve a ser absorbible. La imagen inversa de un subconjunto absorbible (del codominio) bajo un operador lineal es nuevamente absorbible (en el dominio).
Si {\displaystyle A} es absorbente, lo mismo ocurre con su conjunto simétrico {\displaystyle {\textstyle \bigcap \limits _{|u|=1}}uA\subseteq A}.
Espacios normados auxiliares
Si {\displaystyle W} es convexo y absorbible en {\displaystyle X}, entonces el conjunto simétrico {\displaystyle D:={\textstyle \bigcap \limits _{|u|=1}}uW} será convexo y equilibrado (también conocido como conjunto absolutamente convexo o disco) además de ser absorbible en {\displaystyle X}.
Esto garantiza que el funcional de Minkowski {\displaystyle p_{D}:X\to \mathbb {R} } de {\displaystyle D} sea un seminorma en {\displaystyle X}, convirtiendo así a {\displaystyle \left(X,p_{D}\right)} en una seminorma que lleva su topología canónica pseudometrizable. El conjunto de múltiplos escalares {\displaystyle rD} como {\displaystyle r} se extiende sobre {\displaystyle \left\{{\tfrac {1}{2}},{\tfrac {1}{3}},{\tfrac {1}{4}},\ldots \right\}} (o sobre cualquier otro conjunto de escalares distintos de cero que tenga {\displaystyle 0} como punto límite) forma una base de entornos de discos absorbentes en el origen de esta topología localmente convexa. Si {\displaystyle X} es un espacio vectorial topológico y si este subconjunto absorbente convexo {\displaystyle W} también es un subconjunto acotado de {\displaystyle X}, entonces todo esto también será cierto para el disco absorbente {\displaystyle D:={\textstyle \bigcap \limits _{|u|=1}}uW;}. Si además {\displaystyle D} no contiene ningún subespacio vectorial no trivial, entonces {\displaystyle p_{D}} será una norma y {\displaystyle \left(X,p_{D}\right)} formará lo que se conoce como un espacio normado auxiliar. Si este espacio normado es un espacio de Banach, entonces {\displaystyle D} se llama disco de Banach.

## Propiedades
Cada conjunto absorbente contiene el origen. Si {\displaystyle D} es un disco absorbente en un espacio vectorial {\displaystyle X}, entonces existe un disco absorbente {\displaystyle E} en {\displaystyle X} tal que {\displaystyle E+E\subseteq D}.
Si {\displaystyle A} es un subconjunto absorbente de {\displaystyle X}, entonces {\displaystyle X={\textstyle \bigcup \limits _{n=1}^{\infty }}nA} y, de manera más general, {\displaystyle X={\textstyle \bigcup \limits _{n=1}^{\infty }}s_{n}A} para cualquier secuencia de escalares {\displaystyle s_{1},s_{2},\ldots } tal que {\displaystyle \left|s_{n}\right|\to \infty }. En consecuencia, si un espacio vectorial topológico {\displaystyle X} es un subconjunto no exiguo de sí mismo (o de manera equivalente para ETV, si es un espacio de Baire) y si {\displaystyle A} es un subconjunto absorbente cerrado de {\displaystyle X}, entonces {\displaystyle A} contiene necesariamente un subconjunto abierto no vacío de {\displaystyle X} (en otras palabras, el interior de {\displaystyle A} no estará vacío), lo que garantiza que {\displaystyle A-A} sea un entorno del origen en {\displaystyle X}.